# ハーモニー・オブ・ガンダム
ハーモニー・オブ・ガンダム (Harmony of Gundam) は、サンライズ、バンダイ、バンプレスト、バンダイナムコゲームスの4社が共同でガンダムシリーズの一年戦争（同シリーズにおける架空の戦争の名前）末期における新しい局地戦用のモビルスーツ（MS/架空の人型兵器）を設定するプロジェクト。

## 概要
2006年11月から発売された一連のガンダムのコンピュータゲームに登場する新型モビルスーツ（MS）が設定され、ほぼ同時にプラモデル（ガンプラ）も発売された。4社の役割は、サンライズがMSの設定・考証を行い、バンダイナムコゲームスはそれらのMSの登場するゲームの開発と家庭用ゲームの販売、バンプレストはアーケードのゲームの販売、バンダイはプラモデルの開発・販売をそれぞれ担当。MSのメカデザインはカトキハジメ。
従来のガンダムのゲームでも、ゲームバランスやマーケティング上の観点から、バンダイのビデオゲーム事業部が独自に設定を起こしたゲームオリジナルのMSがいくつも登場していた。それらはゲームの売り上げに貢献し、中にはゲーム以外にも進出するほどの人気を獲得したMSもあった一方で、従来のガンダムの世界観にそぐわないと批判されるMSも存在した。こうした事を踏まえ、2000年代に入ってからは、ゲーム発のMSであってもガンダムの版権元であるサンライズとバンダイの各部署が協力し、宇宙世紀の世界観に沿ったMSを設定するようになった。また、各社が連携することで商品展開を素早く行えるメリットもあり、ゲームの発売から3週間という異例の早さでプラモデルが発売された。

## 登場作品
- 機動戦士ガンダム 戦場の絆（アーケード/2006年11月7日正式稼動）
- 機動戦士ガンダム Target in Sight（PlayStation 3 / 2006年11月11日発売）
- 機動戦士ガンダム スピリッツオブジオン（アーケード / 2006年12月下旬稼動）
- ガンダムネットワークオペレーション 2nd Stage（Windows Me,2000,XP/2007年1月より実装）
- 機動戦士ガンダム0083カードビルダーVer.2.00　両雄激突編（アーケード / 2007年10月24日稼動）
- SDガンダム GGENERATION SPIRITS（PlayStation 2 / 2007年11月29日発売）
- 機動戦士ガンダム ギレンの野望 アクシズの脅威（PlayStation Portable / 2008年2月7日発売）
- 機動戦士ガンダム戦記（PlayStation 3 / 2009年9月3日発売）

## 設定されたモビルスーツ
MS-05L ザクI・スナイパータイプ
狙撃用に改装されたザクI。サブジェネレーターを搭載した大型のバックパックに換装することで長射程のビームスナイパーライフルが使用可能になっており、頭部には狙撃用のカメラアイ、右膝には狙撃姿勢を保つため特殊なギアが設置されている。
『機動戦士ガンダムUC』ではジオン軍残党のヨンム・カークス少佐の愛機として登場した。
RGM-79FP ジム・ストライカー
格闘戦メインに開発されたジム。全身に施されたウェラブル・アーマーと、リーチの長いツイン・ビーム・スピアが特徴。外観はRGM-79F デザート・ジムをリファインしたデザインとなっている。
漫画『機動戦士ガンダム オレら連邦愚連隊』では主人公ユージ・アルカナ中尉の愛機として登場した。
MS-09K-1 ドム・キャノン単砲仕様
増産されたドム・トロピカルテストタイプをベースに、重火器を固定装備にした機体。複砲仕様より射程が長い。
MS-09K-2 / MS-09KM ドム・キャノン複砲仕様
こちらはツイン・ミドル・キャノンを装備。
RX-78GP02A ガンダム試作2号機 MLRS仕様
アトミック・バズーカの代わりに多連装ロケットシステム (Multiple Launch Rocket System) を搭載したガンダム試作2号機（参考項目：MLRS）。
RX-78GP02A ガンダム試作2号機 ビーム・バズーカ仕様
アトミック・バズーカの代わりにビーム・バズーカを搭載したガンダム試作2号機。ただし初出はアクション・フィギュア・シリーズ『GUNDAM FIX FIGURATION』#0008（2002年）。
RAG-79 アクア・ジム
水陸両用のジム。正確には『M-MSV』のアクア・ジムのリファインであり、細部はジム・コマンド系統のデザインとなっている。
『機動戦士ガンダムUC』でも登場した。
なお、アーケードゲーム『機動戦士ガンダム0083カードビルダー』では、以下の機体も本企画に数えるため併せて記述する。
MS-06V ザクタンク（キャノン砲仕様）
MS-06V-6 グリーンマカク（キャノン砲仕様）

## 関連商品
- プラモデル
  - HGUC（ハイグレードユニバーサルセンチュリー）
    - MS-05L ザクI・スナイパータイプ （2006年11月） 1,400円
    - RGM-79FP ジム・ストライカー （2006年12月） 1,200円
    - RX-78 GP02A ガンダムGP02A(MLRS仕様)サイサリス（2007年1月） 2,200円 - ビーム・バズーカ仕様とのコンパチ。